# Filip Dimitrov
Filip Dimitrov (bolgárul: Филип Димитров; Szófia, 1955. március 31. –) bolgár jogász és politikus, 1991–92 között Bulgária miniszterelnöke.
1977-ben szerzett jogi diplomát a Szófiai Egyetemen; 1979–1990 között ügyvédként dolgozott. Dimitrov 1991. november 8-án lépett hivatalba miniszterelnökként, miután pártja, a Demokratikus Erők Szövetsége megnyerte az 1991-es parlamenti választásokat. Nem töltötte ki négy éves megbízatását, 1992. december 30-án egy bizalmatlansági szavazást követően távozott posztjáról. 1998 augusztusa és 2002 januárja között Bulgária amerikai egyesült államokbeli nagyköveteként szolgált.

## Fordítás
- Ez a szócikk részben vagy egészben  a   Philip Dimitrov című angol Wikipédia-szócikk ezen változatának fordításán alapul.  Az eredeti cikk szerkesztőit annak laptörténete sorolja fel. Ez a jelzés csupán a megfogalmazás eredetét és a szerzői jogokat jelzi, nem szolgál a cikkben szereplő információk forrásmegjelöléseként.